# Stanisław Mazur
Ne doit pas être confondu avec le mathématicien Barry Mazur.
Pour les articles homonymes, voir Mazur.
Stanisław Mieczysław Mazur, né le 1er janvier 1905, à Lemberg, dans l'Empire austro-hongrois et mort le 1er novembre 1981, à Varsovie, est un mathématicien, membre de l'Académie polonaise des sciences et homme politique polonais. Ses contributions en analyse fonctionnelle linéaire et non linéaire et dans l'étude des algèbres de Banach sont fondamentales ; Stanisław Mazur s'est aussi intéressé aux séries divergentes et aux fonctions calculables.

## Biographie

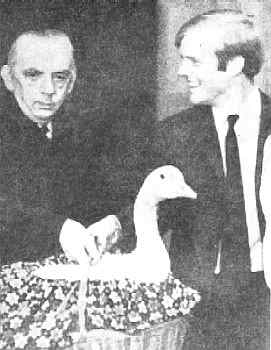
En 1972, Stanisław Mazur remet une oie vivante à Per Enflo qui vient de résoudre par la négative un problème énoncé par Mazur en 1936.

Stanisław Mazur étudie à Lwów et à Paris puis obtient un doctorat en 1932 à l’université Jan Kazimierz de Lwów sur la théorie de la sommabilité. Il est habilité trois ans plus tard, en 1935, à l'université de Lwów, avec un travail sur les ensembles et les fonctionnelles convexes, sous l’impulsion de Stefan Banach. Proche collaborateur de Banach, il est membre de l'École mathématique de Lwów et participe aux activités mathématiques du Café écossais. Le 6 novembre 1936, il formule dans le Livre écossais un problème (problème no 153) qui revient à peu près à déterminer si tout espace de Banach a une base de Schauder. Il promet une oie vivante comme récompense.
Puis il occupe une chaire de géométrie à l’université de Lwów entre 1939 et 1941, une activité que l’occupation allemande interrompt pour plusieurs années. À son retour  en 1946, Stanisław Mazur devient professeur à l’université de Łódź qui vient d’être créée, puis deux ans plus tard, en 1948,  enseigne  à l'université de Varsovie où il reste jusqu’à sa retraite. De 1946 à 1969, il dirige l’institut de mathématiques de l’université. Membre de l’Académie polonaise des sciences depuis sa création en 1952, ses séminaires sur l’analyse fonctionnelle à l’institut de mathématiques de l’Académie des sciences et à l’université contribuent à former de nombreux mathématiciens. Il a été membre du comité éditorial de Studia Mathematica, le journal de l’école d’analyse fonctionnelle en Pologne, depuis 1948.
En 1949, Stanisław Mazur reçoit le prix Stefan-Banach. En 1972, lors d'une cérémonie diffusée dans toute la Pologne, il remet une oie à Per Enflo qui a fourni un contre-exemple au problème soulevé par Mazur.
Membre actif du parti communiste de Pologne dans les années 1930, Stanisław Mazur fut membre de la Sejm (Diète polonaise) entre 1946 et 1954.

## Distinctions
- Membre de l’Académie polonaise des sciences  en 1952.
- Prix Stefan-Banach en 1949.
- Docteur honoris causa de l’université de Varsovie.
- Membre étranger de l’Académie des sciences de Hongrie [1].